# Apparitions mariales de Green Bay
Les apparitions mariales de Green Bay désignent les apparitions de la Vierge Marie qui se seraient produites au début du mois d'octobre 1859, et plus particulièrement le 9 octobre 1859, dans la ville de Champion (Wisconsin, États-Unis), à proximité de la ville de Green Bay. Ces apparitions ont été observées par une seule voyante, Adèle Brise, une émigrante venant de Belgique, âgée de 28 ans.
Ces événements n'ont pas été examinés par les autorités de l’Église catholique à l'époque. À la suite de ces événements, la voyante se lance dans une action de formation et d'éducation tant scolaire que spirituelle des enfants de la région. Elle est rejointe par d'autres compagnes et fonde une école qui perdurera durant plus d'un siècle. Une petite chapelle et un petit sanctuaire sont créés progressivement sur le lieu des supposées apparitions, sans intervention de l’Église locale.
En 2009, Mgr David L. Ricken (en), évêque de Green Bay, ouvre une enquête canonique en vue d'examiner et éventuellement reconnaître les apparitions. Après un rapport positif de la commission d'enquête, l'évêque reconnaît officiellement, au nom de l’Église catholique « l'authenticité des apparitions mariales » survenues en 1859. Aujourd'hui le sanctuaire marial a été classé comme « sanctuaire national » par la conférence des évêques catholiques des États-Unis. Cette apparition mariale est la première et la seule à avoir été officiellement reconnue comme authentique, par l’Église catholique, aux États-Unis.

## Récit des événements

### Le contexte
Les apparitions surviennent un an après les apparitions de Lourdes à Bernadette Soubirou, dans une zone agricole des États-Unis, au Nord de Chicago, à proximité du lac Michigan. La région vit essentiellement de l'agriculture et de l'exploitation forestière des grandes forêts d'épineux qui sont exportés par flottaison sur les rivières et le lac.
Adèle Brise est née en Belgique en 1831. Avec ses parents, elle immigre dans le Wisconsin en 1855. Une forte communauté de colons belges est installée dans cette région des États-Unis.

### Les apparitions
Premières apparitions
Au début du mois d'octobre 1859, Adèle Brise, âgée de 28 ans, se rend à Robinsonville (aujourd'hui Champion) en portant un sac de blé. La ville est distante de 4 miles (environ 6,5 km). Sur son chemin, Adèle indique avoir vu « une femme vêtue de blanc », au sourire radieux, debout entre deux arbres (un tsuga et un érable). Adèle décrit la femme comme « entourée d'une lumière vive, vêtue d'un blanc éclatant avec une ceinture jaune autour de sa taille et une couronne d'étoiles au-dessus de ses mèches blondes ondulées tombant lâchement sur ses épaules. Sa robe descendait jusqu'à ses pieds, dessinant des plis gracieux »,,,. Effrayée, la jeune femme s'éloigne et l'apparition disparaît, sans qu'elles aient échangé une parole. Lorsqu'elle parle de cette vision à sa mère, celle-ci ne la prend pas au sérieux.
Le dimanche suivant, le 9 octobre 1859, Adèle se rend à la messe dans la paroisse de Bay Settlement (en), distante de 18 km. En chemin, au même endroit que précédemment, elle revoit « la dame ». Adèle tombe alors à genoux et devient extrêmement pâle. Sa sœur et une autre femme qui marchent avec elle ne voient rien et ne comprennent pas son attitude. Après la messe, la voyante réussit à s'entretenir avec le curé de la paroisse, et lui raconte sa vision et sa frayeur. Elle lui demande conseil et quelle attitude tenir si cela se reproduit. Celui-ci lui dit alors que si elle revoyait l'apparition, elle devrait lui demander: « Au nom de Dieu, qui êtes-vous et que souhaitez-vous de moi? »,,.
Dernière apparition
Ce même jour, le 9 octobre, en rentrant chez elle après la messe, la voyante passe devant les deux arbres en compagnie de ses amies. Adèle voit à nouveau l'apparition sur ce même lieu. Elle tombe à genoux. Ses amies la voient s'agenouiller, mais ne voient pas « la dame ». Adèle pose alors la question que lui avait indiqué son curé. Et la voyante dit que « la Dame » lui répond : « Je suis la Reine du Ciel, qui prie pour la conversion des pécheurs. J'aimerai que vous fassiez de même ». Puis l'apparition ajoute « Vous avez reçu la communion ce matin et c'est bien. Mais vous devez faire plus. Faites une confession générale et offrez la communion pour la conversion des pécheurs. S'ils ne se convertissent pas et ne font pas pénitence, mon Fils sera obligé de les punir »,,.
Une des femmes qui accompagne Adèle lui demande alors à qui elle parle car elle ne voit personne. La voyante se tourne vers ses amis et leur annonce : « Agenouillez-vous, la Dame dit qu’elle est la Reine du Ciel ». La voyante rapportera ensuite que la Vierge se retourne alors vers ses amies, les regarde gentiment et dit: « Heureux ceux qui croient sans voir ». Un dialogue se met en place entre la voyante et l'apparition,, : 

- « Que faites-vous ici dans l’oisiveté… pendant que vos compagnons travaillent dans la vigne de mon Fils? » demande la Vierge.

- « Que puis-je faire de plus, chère Dame ? » répond la voyante.

- « Rassemblez les enfants de ce pays sauvage et apprenez-leur ce qu’ils doivent savoir pour le salut »

- « Mais comment vais-je enseigner alors que j'en sais si peu moi-même ? » répond Adèle.

- « Apprenez-leur, leur catéchisme, comment se signer avec le signe de la croix et comment aborder les sacrements ; c'est ce que je souhaite que vous fassiez. Allez et ne craignez rien. Je vous aiderai »,,.
L'apparition disparaît, Adèle indique à ses compagnes que la Vierge lui demande de faire une neuvaine pour la conversion des pécheurs, puis de s'atteler à travailler pour les âmes des colons qui abandonnent leur religion dans ce nouveau pays et dont les enfants sont élevés sans éducation chrétienne ni connaissance des mystères de la foi.

## Suites et conséquences de l'apparition

### Fondation de l'école

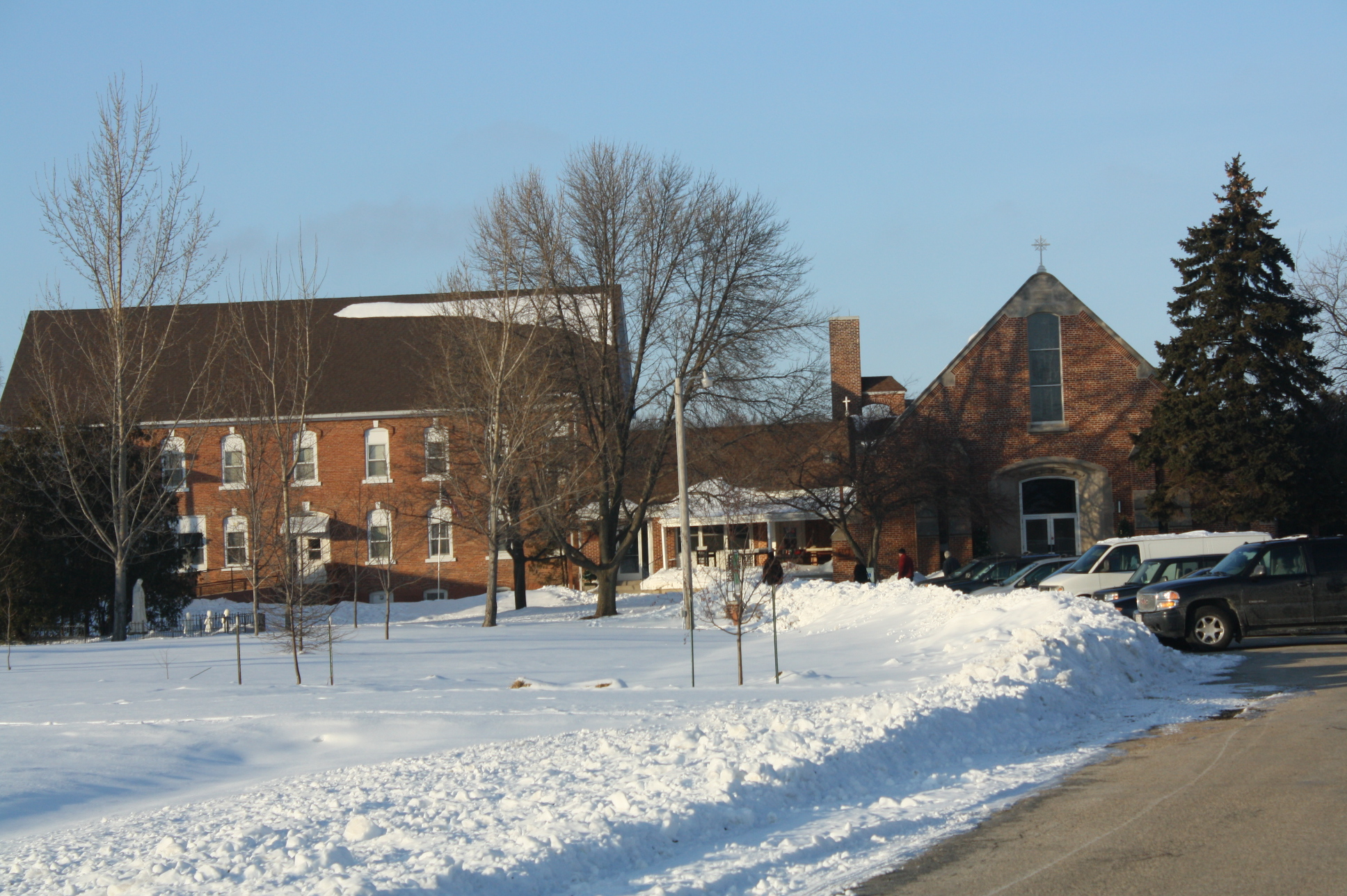
L'église et l'école qui la jouxte (en 2010).

Adèle Brise commence alors à se rendre de maison en maison pour enseigner les enfants sur les bases de la foi chrétienne, et leur apprendre des prières. Elle prépare les enfants pour leur première communion et encourage leurs parents à retourner à la messe, sans quoi « des calamités fondront sur eux ». Très vite, elle est rejointe par des jeunes femmes qui l'aident dans sa tache d'enseignement. Ces femmes entrent progressivement dans le Tiers-Ordre franciscain.
Lorsque la nouvelle se répand qu’Adèle Brise aurait vu la Sainte Vierge, la plupart des gens croient à son récit. Mais certains considèrent qu'il s'agit d'une illusion et qu'elle est folle. Des gens de plus en plus nombreux viennent l'écouter. La jeune femme est complètement transformée : d'une « petite fille de la campagne illettrée », elle est devenue « une fière prêcheuse et enseignante, travaillant avec persévérance à transmettre sa foi, à une assemblée enthousiaste ».
Durant plusieurs années Adèle se trouve en butte au clergé local qui fustige ses déclarations d'apparition, disant qu'il s'agit d'un mythe. Mais Adèle persiste et continue de raconter ses apparitions à un public toujours plus nombreux. Elle est même menacée d'excommunication par l’Église catholique si elle persiste à parler de ses visions. Mais cela n'arrête pas la jeune femme : elle poursuit à témoigner de sa vision de la Vierge Marie, et continue son travail d'éducation envers les enfants. En 1861 elle construit une école et une nouvelle chapelle sur le terrain donné par un voisin. Une communauté de laïques franciscaines s'installe à côté de l'école pour l'aider à l'enseignement des enfants. Régulièrement des pèlerins malades se rendent sur place et se déclarent guéris « miraculeusement »,.
Lors de l'incendie de Peshtigo, en 1871, Adèle refuse de quitter la chapelle, malgré l'incendie qui s'approche dangereusement. Elle organise une procession et des prières dans le petit sanctuaire avec les personnes qui y ont trouvé refuge. Alors que toute la région est détruite par les flammes, le terrain sur lequel est bâti le sanctuaire ainsi que les bâtiments qui le composent, et tous les habitants qui y sont réfugiés sont préservés des flammes. En 1880, une nouvelle chapelle est construite en brique, sur le lieu même de l'apparition,,.
Sœur Adèle, comme les gens l'appellent, décède le 5 juillet 1896. Elle est enterrée dans le cimetière, à proximité de la chapelle du sanctuaire.

### Reconnaissance par l’Église catholique

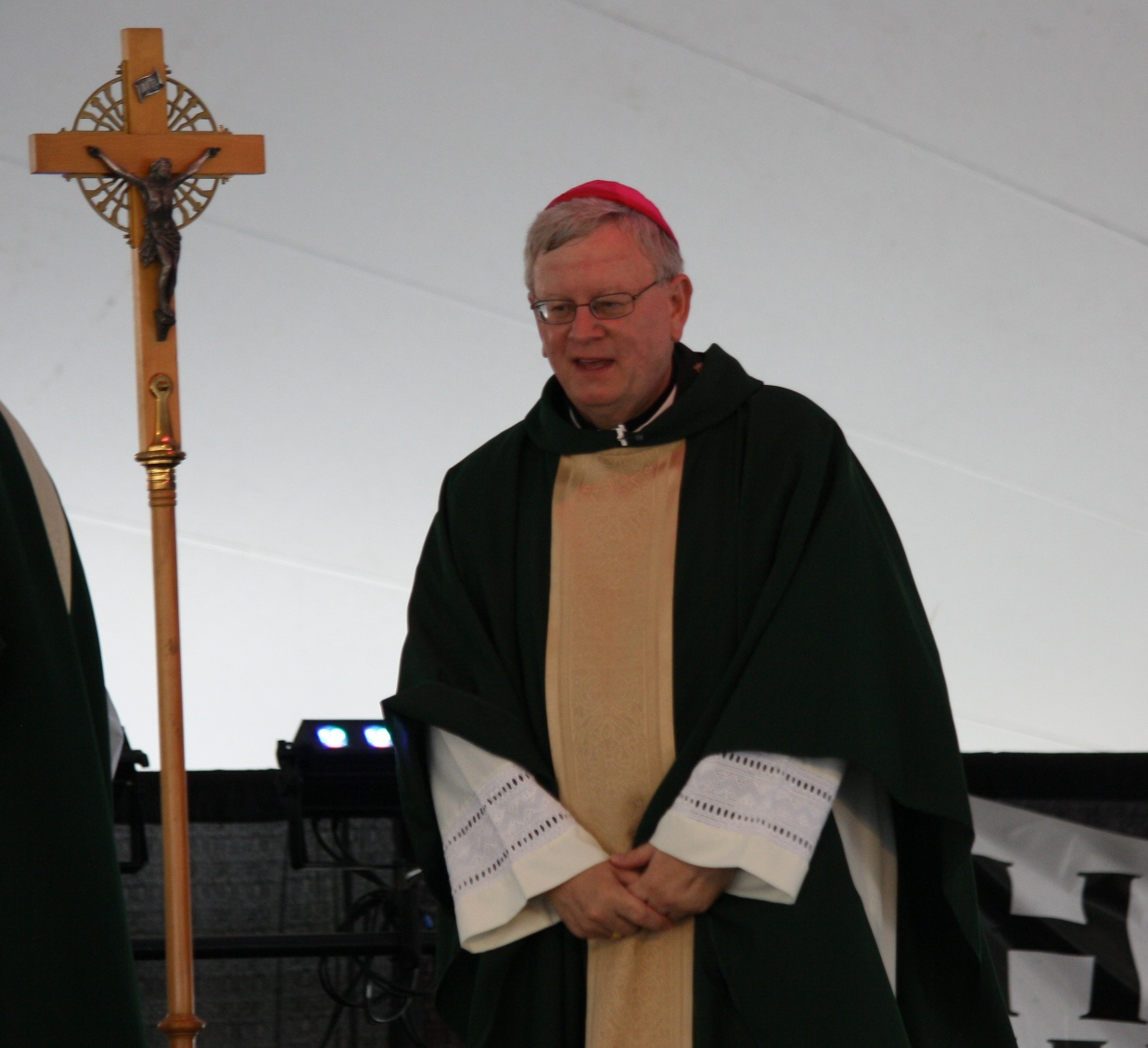
Mgr David L. Ricken, en 2012.

En 2009, Mgr David L. Ricken (en), évêque de Green Bay, fait ouvrir une enquête canonique sur les « apparitions mariales » survenues en 1859 sur le site du sanctuaire de Notre-Dame du Bon-Secours. La présumée voyante, Adèle Brise, étant décédée depuis plus d'un siècle, la commission s'attache à « passer en revue toutes les informations historiques sur les apparitions, ainsi que la vie de Sœur Adèle », et de vérifier leur cohérence avec la « révélation publique gardée par l'Église catholique ».
Cette commission est composée de trois théologiens dont les noms n'ont pas été publiés. Mais le vicaire général du diocèse a déclaré que tous les trois avaient une expertise en théologie mariale et « une expérience générale dans l'examen des apparitions ». Le vicaire a ajouté que « deux d'entre eux sont internationalement reconnus »,. Dans son enquête, la commission a pris en compte « une foule de facteurs indirects » lui permettant de conclure que le témoignage donné par Adèle Brise sur sa vision de la Vierge Marie était crédible. Pour établir cette conclusion, la commission s'est basée sur les directives établies par le Vatican en 1978 concernant le discernement des apparitions mariales
Sur la base des conclusions de la commission, le mercredi 8 décembre 2010, jour de la fête de l'Immaculée Conception, Mgr Ricken a donné l'approbation officielle de l'Église pour les apparitions mariales qui ont eu lieu en octobre 1859 à Champion dans le Wisconsin.
Cette annonce a été faite dans le sanctuaire de Notre-Dame du Bon-Secours, devant plus de 250 invités. Mgr Ricken en lisant le décret officiel proclamant l'authenticité des apparitions a déclaré, sous les applaudissements de l'assistance : « Je déclare avec une certitude morale et en accord avec les normes de l'Église que les événements, apparitions et locutions donnés à Adèle Brise en octobre 1859 montrent la substance de caractère surnaturel, et j'approuve par la présente ces apparitions comme dignes de foi - bien que non obligatoires - par les fidèles chrétiens ». L'évêque a également publié un second décret, approuvant formellement le sanctuaire en tant que sanctuaire diocésain,.
Le 15 août 2016, la conférence des évêques catholiques des États-Unis déclare « sanctuaire national » le petit sanctuaire marial de Champion.
À ce jour (2020), cette apparition mariale est la première et la seule à avoir été officiellement reconnue comme authentique, par l’Église catholique, aux États-Unis,.

### Sanctuaire de Notre-Dame de Bon-Secours

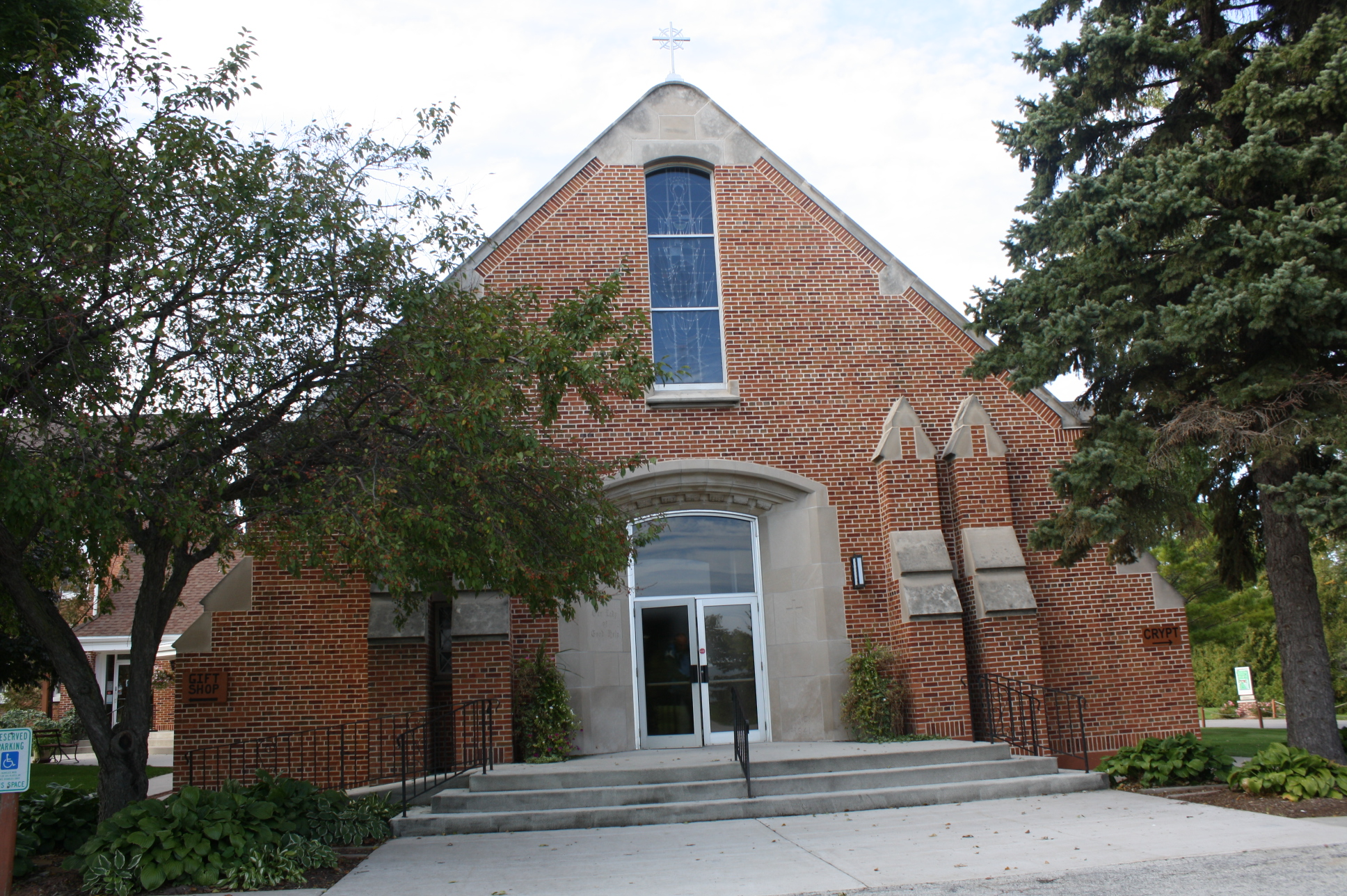
La chapelle du sanctuaire, construite en 1942.

Quelque temps après la dernière apparition, une première chapelle est construite en bois par Lambert Brise, le père d’Adèle Brise, sur le site même de l'apparition. Cette chapelle mesure 10 pieds sur 12 (soit 3 m par 3,6). Adèle fait construire une petite école à côté de la chapelle pour enseigner les enfants de la région. Par la suite un petit couvent sera construit également sur ce lieu.
En 1861, Mme Isabella Doyen fait don des 5 acres (soit 20 000 m2) entourant la chapelle, et une nouvelle église en bois, plus grande (7,3 m par 12,2) est construite en remplacement de la chapelle initiale (devenue trop petite). Cette église porte l'inscription « Notre-Dame de Bon Secours, priez pour nous », donnant au sanctuaire son nom actuel. Elle a une capacité d'environ 100 personnes.

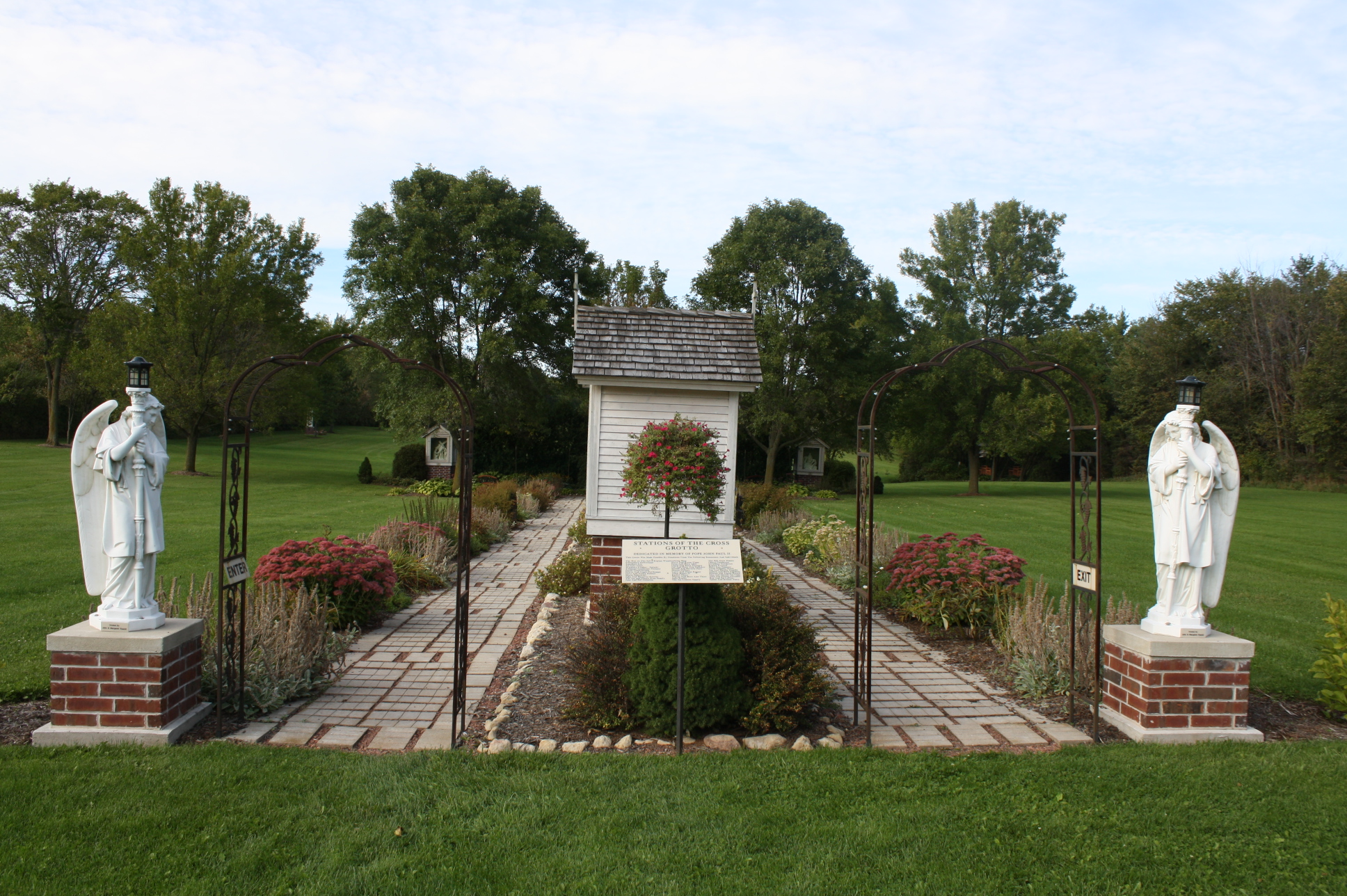
Le chemin de croix sur le site du sanctuaire.

Le site devient un lieu de pèlerinage populaire et l'église devient bientôt trop petite pour accueillir les pèlerins qui s'y rendent. Une nouvelle église en brique est construite en 1880 et consacrée par l'évêque Mgr Francis Xavier Krautbauer (en), le second évêque du diocèse catholique de Green Bay (en). Les arbres entre lesquels la Vierge serait apparue sont  abattus et l'autel de la chapelle est placé sur le lieu même de « l'apparition de la Vierge ».
En 1885, Adèle reçoit des dons qui lui permettent de construire une nouvelle école et un couvent à proximité de l'église, afin d'accueillir les enfants de la région et d'assurer leur instruction religieuse et scolaire. En plus des salles de classe, l'école intègre une salle de jeu, un salon, un dortoir et une cuisine (pour les enfants),,.